# Jacopo Fo

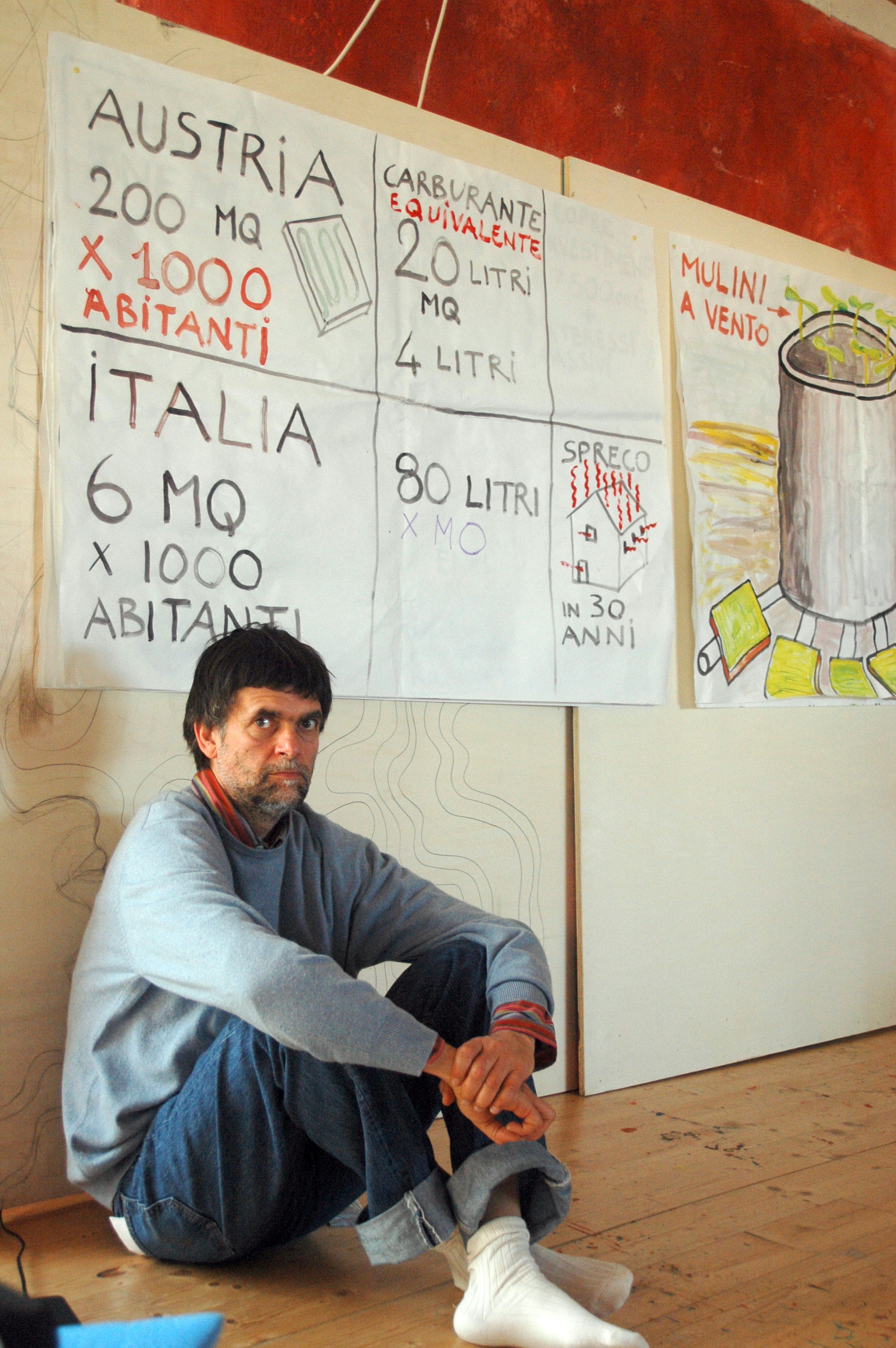
Jacopo Fo

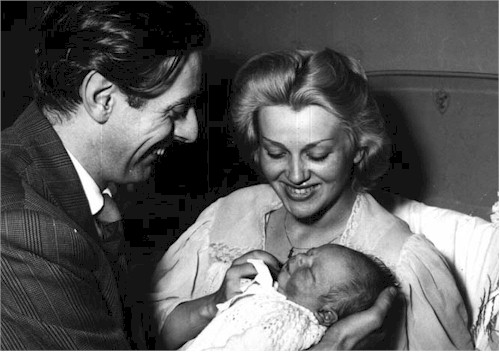
Dario Fo, Franca Rame sowie Jacopo Fo

Jacopo Fo (* 31. März 1955 in Rom) ist ein italienischer Schriftsteller, Schauspieler, Karikaturist und Regisseur.

## Leben
Jacopo Fo ist der Sohn von Franca Rame und Dario Fo. 1973, im Alter von achtzehn Jahren begann er, Artikel und Comics für Undergroundzeitschriften zu veröffentlichen, und er war einer der Gründer der satirischen Wochenzeitschrift Il Male. Seine Zeichnungen und Texte werden in der Il Male, Il Fatto Quotidiano, Linus, L’Espresso, Zut, Tango, Cuore, Boxer, Re Nudo, King sowie im Corriere della Sera veröffentlicht.
1981 startete er das Projekt  der Libera Università di Alcatraz (dt. Freien Universität Alcatraz), unweit von Gubbio in Umbrien, um die Kultur des Friedens, der Kunst und der Ökologie zu verbreiten.
1997 veröffentlichte er in Vorlesungsskripten The Encyclopedia of the sublime sex in 12 Bänden.
Nach jahrelanger Tätigkeit in der Underground-Szene  gab er 1997  mit Lo zen e l’arte di far l’amore (Zen und die Kunst des Liebesspiels) sein Theaterdebüt, das im öffentlich-rechtlichen Fernsehsender Rai 2 ausgestrahlt wurde. Im selben Jahr begann er mit Paolo Rossi den Text Rabelais zu schreiben, der nach einer zweijährigen Tournee auf Rai 2 ausgestrahlt wurde.
Für den Verlag Guanda veröffentlichte er La corretta manutenzione del maschio (2009) (Die korrekte Pflege des Männchens (2009)) und Superman si è scatenato (Superman wurde entfesselt) (2017).